# Otočić Bisaga (ö i Kroatien, lat 43,78, long 15,68)
Otočić Bisaga är en ö i Kroatien.   Den ligger i länet Šibenik-Knins län, i den södra delen av landet, 230 km söder om huvudstaden Zagreb. Arean är 0,13 kvadratkilometer.
Terrängen på Otočić Bisaga är platt. Öns högsta punkt är 11 meter över havet. == Kommentarer ==
1. ↑  Framräknat ur höjduppgifter (DEM 3") från Viewfinder Panoramas.[2] Mer om algoritmen finns här: Användare:Lsjbot/Algoritmer.